# Alphonse Dumilatre
 (octobre 2008).
Si vous disposez d'ouvrages ou d'articles de référence ou si vous connaissez des sites web de qualité traitant du thème abordé ici, merci de compléter l'article en donnant les références utiles à sa vérifiabilité et en les liant à la section « Notes et références ».
Jean Alphonse Edme Achille Dumilatre, ou Achille Dumilâtre né le 12 avril 1844 à Bordeaux (Gironde) et mort le 5 janvier 1928 à Saint-Maurice (Val-de-Marne) est un sculpteur français.

## Biographie
Élève d'Auguste Dumont et de Jules Cavelier à l'École des beaux-arts de Paris, Alphonse  Dumilatre se fait connaître notamment au Salon de Paris entre 1866 et 1878, où certaines de ses œuvres comme Le Général Decaen, Le Colonel Pierre Philippe Denfert-Rochereau, Montesquieu sont acquises par l'État.
Parmi ses autres œuvres, on peut citer le Monument de Joseph Croce-Spinelli (bronze) à Paris au cimetière du Père-Lachaise, le Buste de Ciriaco Vázquez (es) (bronze) à Veracruz (Mexique), L'Assemblée des Grecs, dispute d'Achille et d'Agamemnon (musée des beaux-arts de Bordeaux, œuvre détruite), Jeune vendangeur (1888) à Paris au jardin du Luxembourg, le Monument à Pierre Leroux (1903) à Boussac (Creuse), ainsi que la statue en marbre de Montesquieu (1912) au jardin des quatre colonnes du palais Bourbon à Paris.
Son Monument à Jean de La Fontaine érigé dans le jardin du Ranelagh à Paris en 1891 a été fondu en 1942, dans le cadre de la mobilisation des métaux non ferreux.

Œuvres d'Alphonse Dumilatre
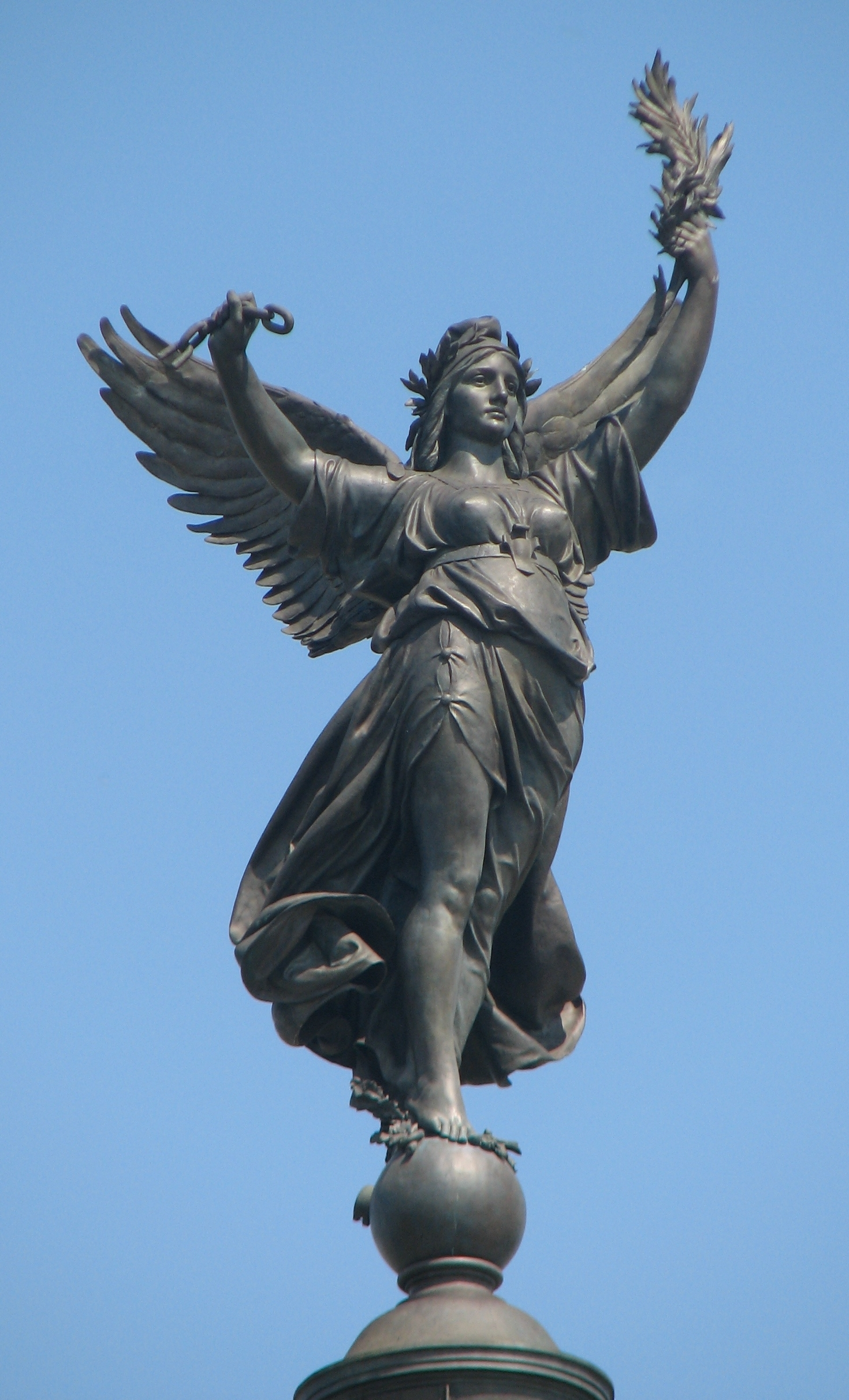
Le Génie de la Liberté (1902), statue sommitale du Monument aux Girondins de Bordeaux.
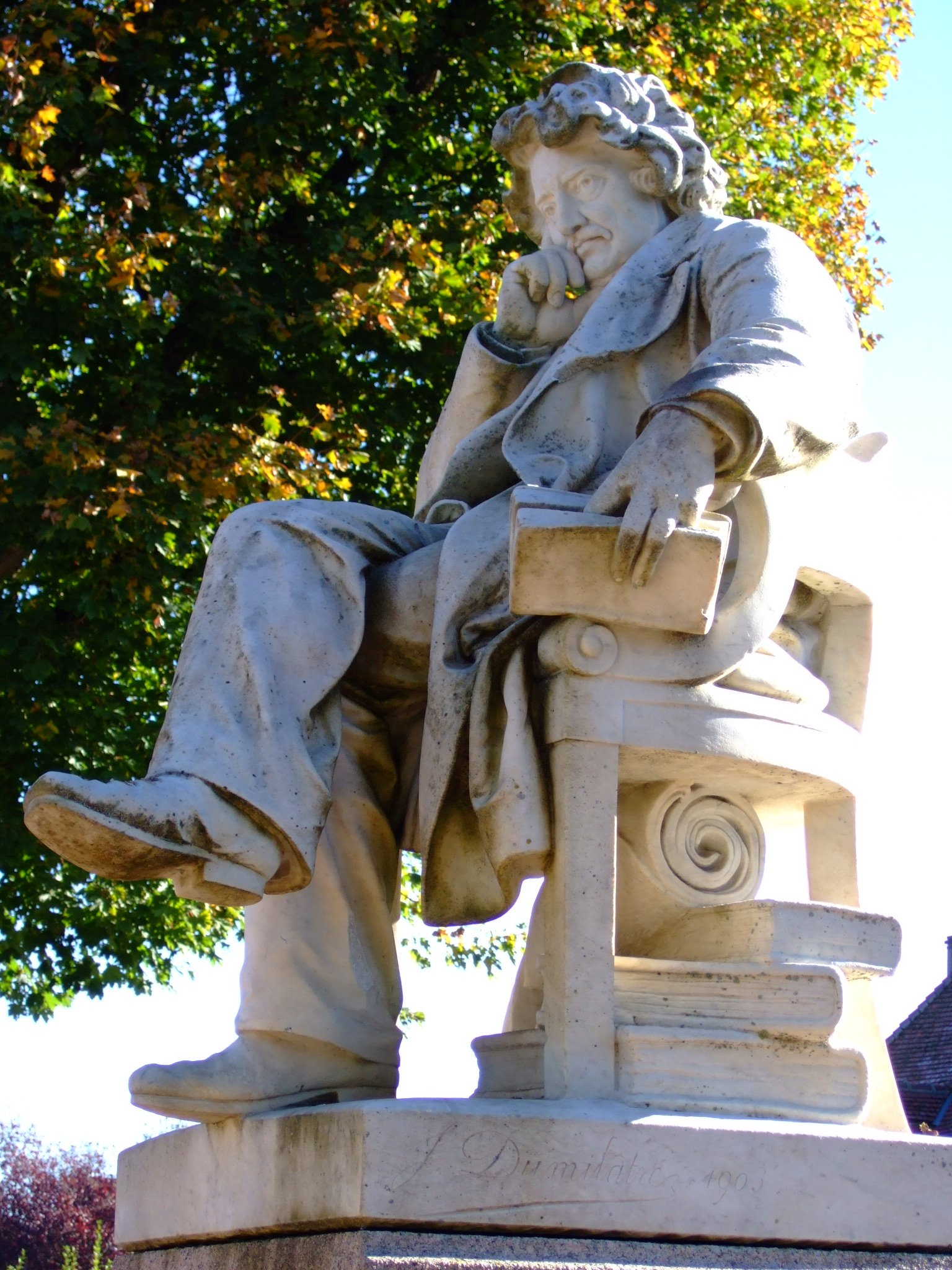
Monument à Pierre Leroux (1903, détail), Boussac.
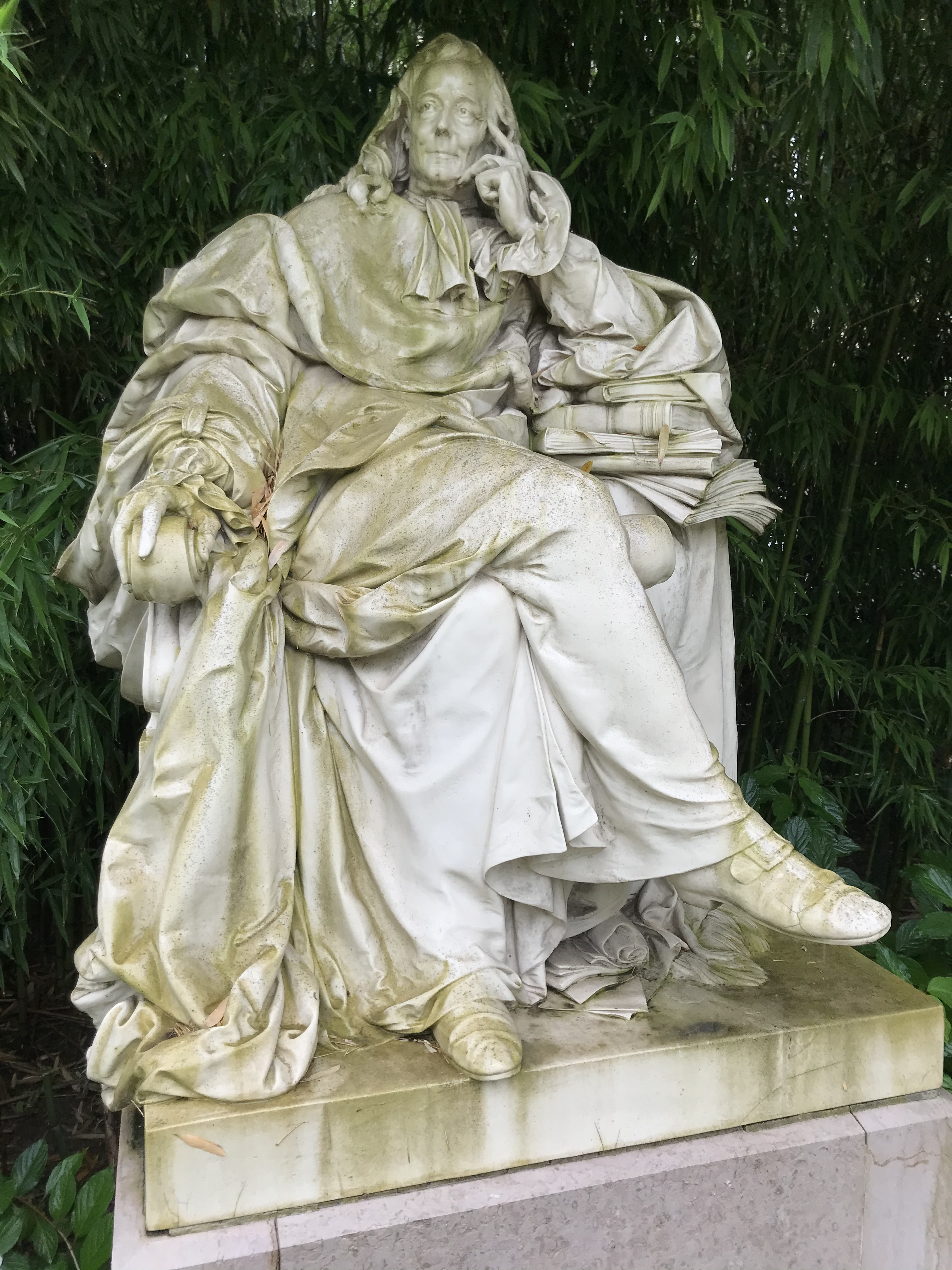
Montesquieu (1912), Paris, palais Bourbon, jardin des quatre colonnes.